# معركة فندق الجمل
معركة فندق الجمل تسمية تشير إلى معركتين حملتا ذات الاسم وقعتا بمدينة مصراتة في ليبيا، بين المجاهدين الليبين وقوات الاحتلال الإيطالي، المعركة الأولى يومي 28 و29 مايو 1915، عندما حاولت قوة إيطالية قادمة من مدينة مصراته فك الحصار عن الحامية الإيطالية بتاورغاء فقام المجاهدون بالتصدي لها وردها على أعقابها في هذا الموقع, وقد أبلى فيها الليبيون بلاء حسنا عندما أقامو كمينا للقوات الإيطالية المحتلة. والمعركة الثانية وقعت عندما اتخذه الليبيون مقراً لإحدى الوحدات المقاتلة فقام الإيطاليون بشن هجوم عليها فوقعت معركة بتاريخ 13 أكتوبر 1923.